# 林蔚伶
林蔚伶（1960年8月9日—2009年12月27日），筆名林維、忽忽，臺灣舞台劇演員、作家，在臺北縣淡水鎮（今新北市淡水區）長年照顧街貓，意外去世後於2011年在淡水河榕堤立像紀念。

## 家庭
林蔚伶父親林適存為湖南湘鄉人，著有長短篇小說《紅朝魔影》、《加色的故事》、《駝鳥》、《巧婦》、《天網》、《水龍吟》等；母親周碧蓮為生於上海的大稻埕迪化街人，曾於松江路附近與高陽妻子郝天俠開設人山餐廳。

## 生平
林蔚伶在1960年出生時，父親取名「林岱維」，卻被戶政機關漏字，戶口名登記「林維」，親友都稱「岱維」，長大之後自己改名為「林蔚伶」。自小她受作家父親影響，有文藝青年傾向，1984年考進蘭陵劇坊，受教於金士傑。離開劇場後，她曾從事影視、廣播等。
1990年代末，住在淡水老街的林蔚伶開始餵養街貓，搬到學府路後將餵養區域擴大，颱風日也會出門餵食，並發現貓兒受傷就送醫治療，知道她的淡水區獸醫師也會算便宜一點。有河Book部落格提到她「在家裡做菜、寫小說，晚上又沿著河岸餵貓...」。2008年夏，因淡水老街有餐廳通報環保局捕抓街貓，她呼籲以TNR代替撲殺。朱天心、朱天文、房慧真、舞鶴聯絡有河Book，串聯忽忽和其他志工們，在該年11月12日於有河Book為街貓請命。縣長周錫瑋應邀來時，才發現林蔚伶是從小就認識的人。在周縣長應允停止捕捉後，林蔚伶製作了一份「淡水貓散步」地圖傳單，從一出捷運淡水站便會遇到的街貓開始介紹，包括到有河Book駐店都有，並與愛貓人一起製作「淡水有貓」貼紙於在捷運站發放。
林蔚伶在部落格以「忽忽」之名撰寫的部落格，會業配母親所作的料理。原先她與編輯錢嘉琪合作，要在岀一本談論母親所作料理的書，因要接演舞台劇而拖延。
林蔚伶2009年11月底演出舞台劇《愛錯亂》，並計畫明年續演。次月22日晚，她在淡水河畔餵完流浪貓，徒步返家途中，在鄧公國小附近遭淡江大學張姓學生騎機車撞成重傷。退役消防隊員林容生為提醒駕駛注意交通安全，便在淡水各處畫上咪咪喵。急救期間，朱天心開始撰寫我的街貓朋友：忽忽，在忽忽去世12月27日後兩天刊登報於《聯合報》，最後一段表達想為忽忽在淡水榕堤邊塑像。在臺灣因餵食流浪動物身亡而立像的，之前有楊敏坤。

## 身後
2010年1月6日，板橋殯儀館的追思會上，周錫瑋、張大春、鄧安寧、李國修、王月等近百位友人出席。追思告別式上播放林蔚伶參演話劇片段、及與貓互動畫面。當日，周錫瑋表示已請水利局在淡水河畔選定適合的地點立像。告別式後，隨即引發台北縣立三峽火葬場火化，家屬將其骨灰安厝在新店市四十份納骨塔。

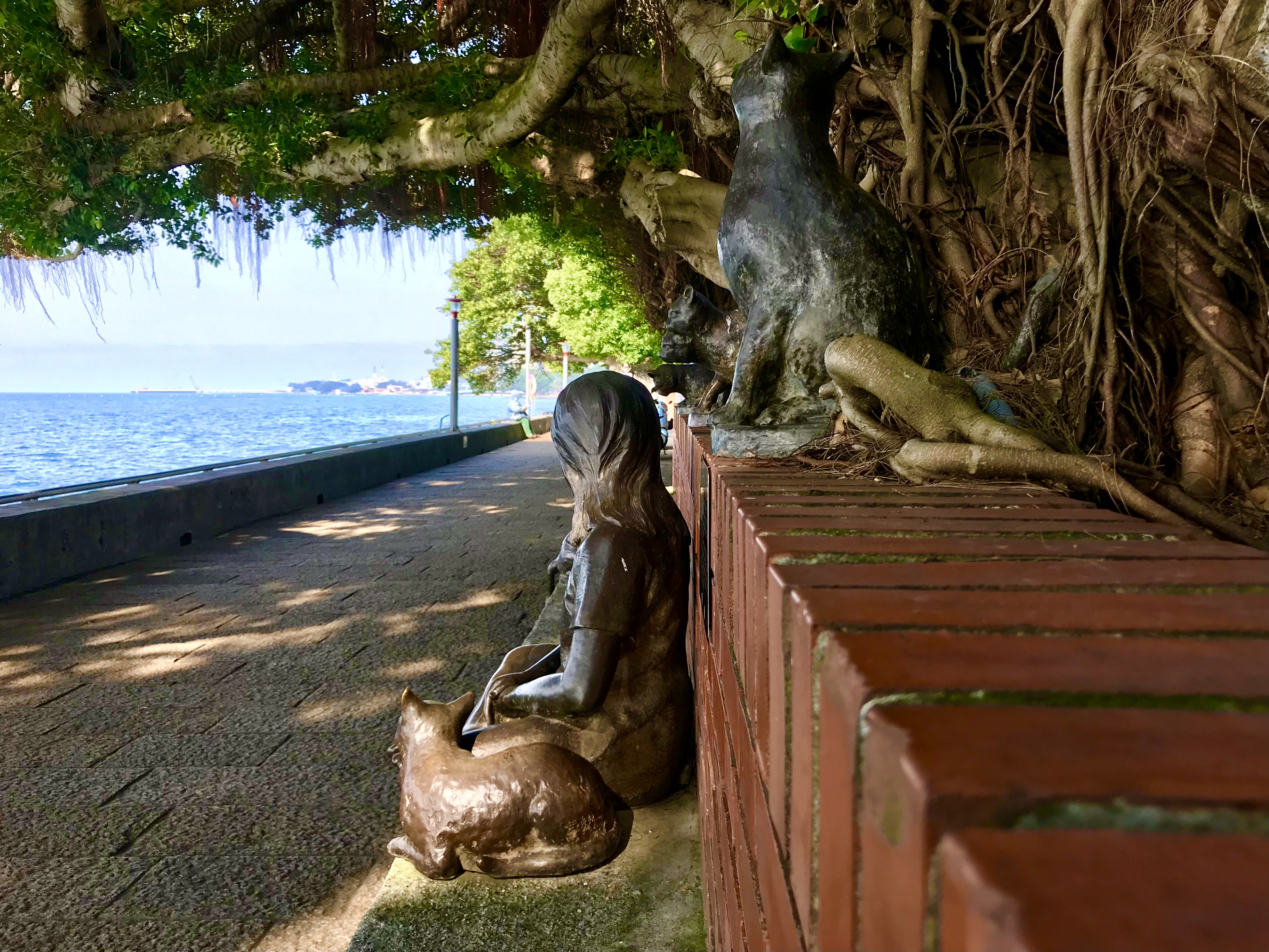
忽忽銅像背面

周錫瑋請前縣府顧問謝秀棋接洽，終獲王秀杞應允承製銅像。起初設計曾嘗試用林蔚伶的成人形象，後來選擇她九歲童時模樣，圍繞身邊有六隻貓，以傳達與動物和平共處的理念應從小培養。由三芳化工與野崎君子文教基金會捐贈新台幣一百五十萬元製作，2010年11月22日動工。2011年6月13日，銅像於榕堤餐廳附近揭幕。
2016年5月，周碧蓮的食譜書《忽忽味》在有河書店舉行新書發表會，書中內容穿插女兒的文句。

## 著作
- 林維. . 印刻出版社. 2006  [2021-01-28]. ISBN 9867108116. （原始内容存档于2021-02-01）.

## 外部連結
- 忽忽亂彈